# MTVムービー・アワード2012
2012年のMTVムービー・アワードは、2012年6月3日にギブソン・アンフィシアターで開催された。司会はラッセル・ブランドである。
候補は5月1日に発表され、受賞者はファンとMTV幹部のパネルの投票によって選ばれた。

## プレゼンター
- ミラ・クニス & マーク・ウォールバーグ - スクリーン・ダート・バッグ賞
- アンドリュー・ガーフィールド & エマ・ストーン - ブレイクスルー演技賞
- ローガン・ラーマン & エズラ・ミラー & エマ・ワトソン - 男性演技賞
- クリス・ヘムズワース & クリステン・スチュワート - 女性演技賞
- チャーリー・シーン - インスタント・クラシック・カルト
- アダム・サンドラー & アンディ・サムバーグ & レイトン・ミースター - キス賞
- ジョー・ペリー & スティーヴン・タイラー - MTVジェネレーション賞
- マイケル・ファスベンダー & シャーリーズ・セロン - 格闘賞
- ケイト・ベッキンセイル & ジェシカ・ビール - キャスト賞
- マシュー・マコノヒー & チャニング・テイタム（およびジョー・マンガニエロ） - スクリーン変身賞
- マーサ・マックアイサック（およびスティーヴ・カレル & アンナ・ファリス & ジム・キャリー & オクタヴィア・スペンサー & ミラ・クニス & ジェイソン・サダイキス） - MTVトレイルブレイザー賞
- クリスチャン・ベール & ジョゼフ・ゴードン＝レヴィット & ゲイリー・オールドマン & クリストファー・ノーラン - 『ダークナイト ライジング』の紹介
- ジョディ・フォスター - 作品賞

## パフォーマー
- マーティン・ソルヴェグ （DJホスト）
- FUN. - "We Are Young"[4]
- ウィズ・カリファ - "Work Hard, Play Hard"
- ザ・ブラック・キーズ - "Gold on the Ceiling"

## ノミネート一覧

### 作品賞
- 『トワイライト・サーガ/ブレイキング・ドーン Part1』
  - 『ブライズメイズ 史上最悪のウェディングプラン』
  - 『ハンガー・ゲーム』
  - 『ハリー・ポッターと死の秘宝 PART2』
  - 『ヘルプ 〜心がつなぐストーリー〜』

### 男性演技賞
- ジョシュ・ハッチャーソン（ピータ・メラーク（英語版）役） - 『ハンガー・ゲーム』
  - ジョセフ・ゴードン＝レヴィット（アダム・ラーナー役） - 『50/50 フィフティ・フィフティ』
  - ライアン・ゴズリング（ドライバー役） - 『ドライヴ』
  - ダニエル・ラドクリフ（ハリー・ポッター役） - 『ハリー・ポッターと死の秘宝 PART2』
  - チャニング・テイタム（レオ・コリンズ役） - 『君への誓い』

### 女性演技賞
- ジェニファー・ローレンス（カットニス・エヴァディーン（英語版）役） - 『ハンガー・ゲーム』
  - ルーニー・マーラ（リスベット・サランデル（英語版）役） - 『ドラゴン・タトゥーの女』
  - エマ・ストーン（ハンナ・ウィーバー役） - 『ラブ・アゲイン』
  - エマ・ワトソン（ハーマイオニー・グレンジャー役） - 『ハリー・ポッターと死の秘宝 PART2』
  - クリステン・ウィグ（アニー・ウォーカー役） - 『ブライズメイズ 史上最悪のウェディングプラン』

### ブレイクスルー演技賞
- シェイリーン・ウッドリー（アレックス・キング役） - 『ファミリー・ツリー』
  - エル・ファニング（アリス・ディナール役） - 『SUPER8/スーパーエイト』
  - メリッサ・マッカーシー（メイガン・プライス役） - 『ブライズメイズ 史上最悪のウェディングプラン』
  - ルーニー・マーラ（リスベット・サランデル（英語版）役） - 『ドラゴン・タトゥーの女』
  - リアム・ヘムズワース（ゲイル・ホーソーン（英語版）役） - 『ハンガー・ゲーム』

### コメディ演技賞
- メリッサ・マッカーシー - 『ブライズメイズ 史上最悪のウェディングプラン』
  - ジョナ・ヒル - 『21ジャンプストリート』
  - クリステン・ウィグ - 『ブライズメイズ 史上最悪のウェディングプラン』
  - オリヴァー・クーパー - Project X
  - ザック・ガリフィアナキス - 『ハングオーバー!! 史上最悪の二日酔い、国境を越える』

### 音楽賞
- "Party Rock Anthem" - LMFAO - 『21ジャンプストリート』
  - "A Real Hero" - College with Electric Youth - 『ドライヴ』
  - "The Devil Is in the Details" - ケミカル・ブラザーズ - 『ハンナ』
  - "Impossible" - フィギュリン - 『今日、キミに会えたら』
  - "Pursuit of Happiness" - キッド・カディ（スティーヴ・アオキ・リミックス） - Project X

### スクリーン変身賞
- エリザベス・バンクス - 『ハンガー・ゲーム』
  - ルーニー・マーラ - 『ドラゴン・タトゥーの女』
  - ジョニー・デップ - 『21ジャンプストリート』
  - ミシェル・ウィリアムズ - 『マリリン 7日間の恋』
  - コリン・ファレル - 『モンスター上司』

### 胸をえぐられるような演技賞
- クリステン・ウィグ&マーヤ・ルドルフ&ローズ・バーン&メリッサ・マッカーシー&ウェンディ・マクレンドン＝コーヴィ&エリー・ケンパー - 『ブライズメイズ 史上最悪のウェディングプラン』
  - ブライス・ダラス・ハワード - 『ヘルプ 〜心がつなぐストーリー〜』
  - ジョナ・ヒル&ロブ・リグル - 『21ジャンプストリート』
  - ライアン・ゴズリング - 『ドライヴ』
  - トム・クルーズ - 『ミッション:インポッシブル/ゴースト・プロトコル』

### キス賞
- ロバート・パティンソン&クリステン・スチュワート - 『トワイライト・サーガ/ブレイキング・ドーン Part1』
  - チャニング・テイタム&レイチェル・マクアダムス - 『君への誓い』
  - ジェニファー・ローレンス&ジョシュ・ハッチャーソン - 『ハンガー・ゲーム』
  - エマ・ワトソン&ルパート・グリント - 『ハリー・ポッターと死の秘宝 PART2』
  - ライアン・ゴズリング&エマ・ストーン - 『ラブ・アゲイン』

### ファイト賞
- ジェニファー・ローレンス&ジョシュ・ハッチャーソン vs. アレクサンダー・ルドウィグ - 『ハンガー・ゲーム』
  - ダニエル・ラドクリフ vs. レイフ・ファインズ - 『ハリー・ポッターと死の秘宝 PART2』
  - トム・クルーズ vs. ミカエル・ニクヴィスト - 『ミッション:インポッシブル/ゴースト・プロトコル』
  - チャニング・テイタム&ジョナ・ヒル vs. キッド・ギャング - 『21ジャンプストリート』
  - ジョエル・エドガートン vs. トム・ハーディ - Warrior

### キャスト賞
- 『ハリー・ポッターと死の秘宝 PART2』
  - 『ブライズメイズ 史上最悪のウェディングプラン』
  - 『ハンガー・ゲーム』
  - 『21ジャンプストリート』
  - 『ヘルプ 〜心がつなぐストーリー〜』

### スクリーン・ダート・バッグ賞
- ジェニファー・アニストン - 『モンスター上司』
  - ブライス・ダラス・ハワード - 『ヘルプ 〜心がつなぐストーリー〜』
  - ジョン・ハム - 『ブライズメイズ 史上最悪のウェディングプラン』
  - コリン・ファレル - 『モンスター上司』
  - オリヴァー・クーパー - Project X

### ヒーロー賞
- ハリー・ポッター - 『ハリー・ポッターと死の秘宝 PART2』
  - キャプテン・アメリカ - 『キャプテン・アメリカ/ザ・ファースト・アベンジャー』
  - グレッグ・ジェンコ - 『21ジャンプストリート』
  - カットニス・エヴァディーン（英語版） - 『ハンガー・ゲーム』
  - ソー - 『マイティ・ソー』

### MTVジェネレーション賞
- ジョニー・デップ

### MTVトレイルブレイザー賞
- エマ・ストーン